# Sin compasión
Sin compasión és una pel·lícula dramàtica peruana de 1994 dirigida per Francisco J. Lombardi, és una adaptació la novel·la Crim i càstig ambientada en la Lima dels 90. Va ser projectada en la secció Un Certain Regard al 47è Festival Internacional de Cinema de Canes. Va ser candidata al Oscar a la millor pel·lícula de parla no anglesa als Premis Oscar de 1995, però no va ser acceptada com a nominada.

## Repartiment
- Diego Bertie - Ramón Romano
- Adriana Davila - Sonia Martinez
- Jorge Chiarella - Mayor Portillo
- Hernán Romero - Alejandro Velaochaga
- Marcello Rivera - 	Julian Razuri
- Mariella Trejos - Senyora Aliaga
- Carlos Oneto - Sacerdot
- Ricardo Fernández - Leandro Martinez

## Premios y nominaciones
- Selecció Oficial Canes, 1994, Un Certain Regard[2]
- Segon Premi del Concurs de Projectes Cinematogràfics Organitzat per la Fundació per al Nou Cinema Llatinoamericà i la Governació de Mèxic (1994)
- Premi a la Millor Actuació (Diego Bertie). l'Havana, (1995)
- Catalina d'Or, Millor Director, Festival Internacional de Cartagena, (1995)
- Premi Millor Director, Festival de Trieste (1995)[4]
- Nominació al Goya a la millor pel·lícula estrangera de parla hispana (1995)[5]